# Le Prisonnier (Gérôme)
Le Prisonnier est une peinture réalisée par Jean-Léon Gérôme en 1861 et conservée au musée d'Arts de Nantes.

## Description
Au crépuscule, un timonier fait voguer une barque sur le Nil. Sur celle-ci, un prisonnier, surveillé par deux gardes et entravé, ainsi qu'un Arnaute chantant au tchegour et semblant se moquer du prisonnier. Au loin apparaît le temple de Luxor.

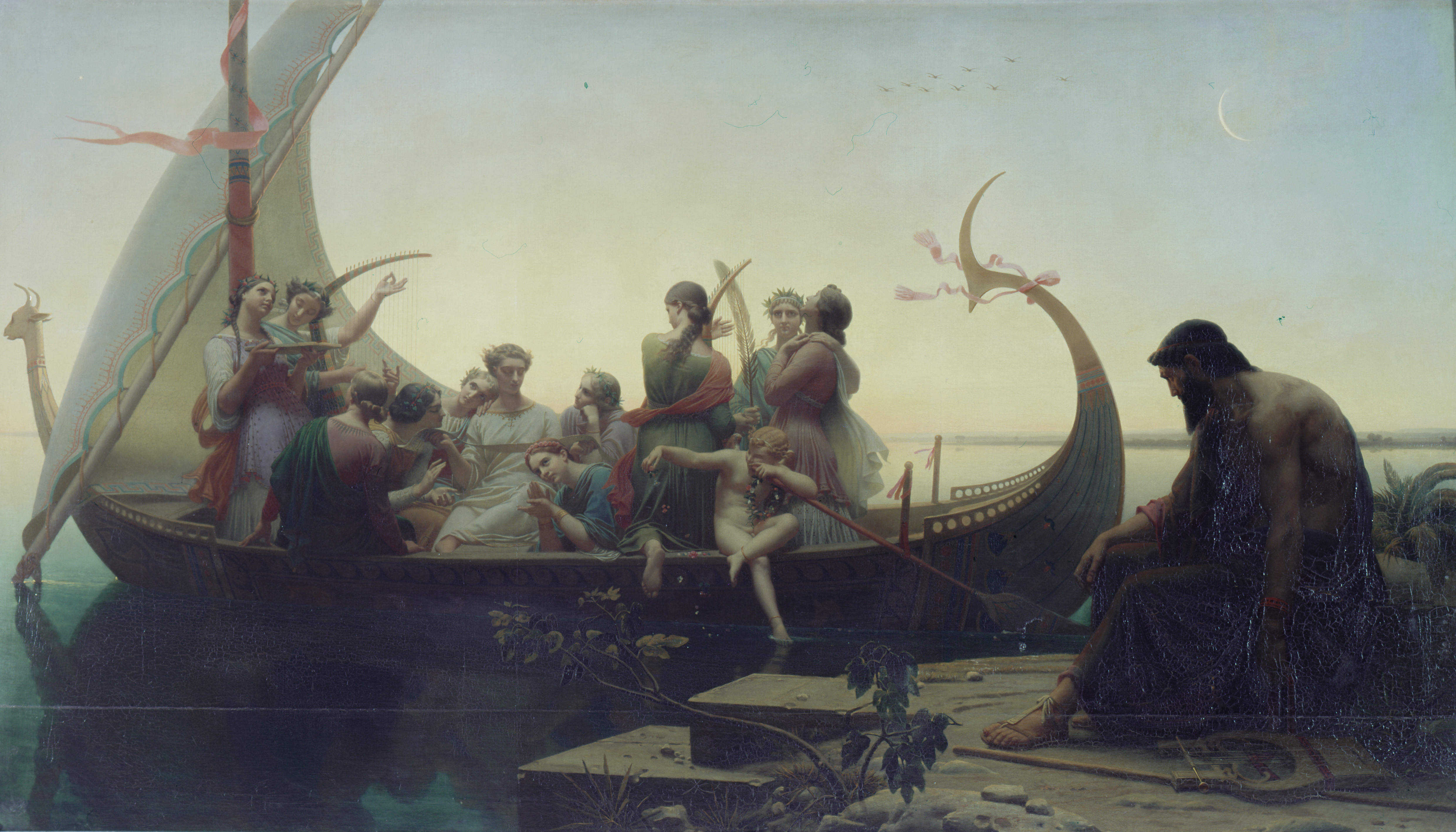
Le Soir, Charles Gleyre, 1843, conservé au musée du Louvre.

Les couleurs, vive et chaudes, des personnages, contrastent avec les tons doux et vaporeux du décor. La très large ligne d'horizon donne une impression d'infinité à la scène, en renforçant le côté tragique déjà présent par l'acceptation stoïque de son sort par le prisonnier, sans doute emmené vers de nouveaux supplices. La composition est proche d'une autre œuvre du peintre conservée à Nantes, La Plaine de Thèbes.
Si le style déployé par Gérôme est proche de celui de son maître, Charles Gleyre, en particulier Le Soir, l'étude des visages peut donner une nouvelle lecture à l'œuvre : en effet, le visage du captif ressemble à celui de Gleyre, tandis que celui du timonier, à Gérôme : le peintre a peut-être ainsi voulu prendre ses distances avec la tutelle artistique de Gleyre.

## Historique

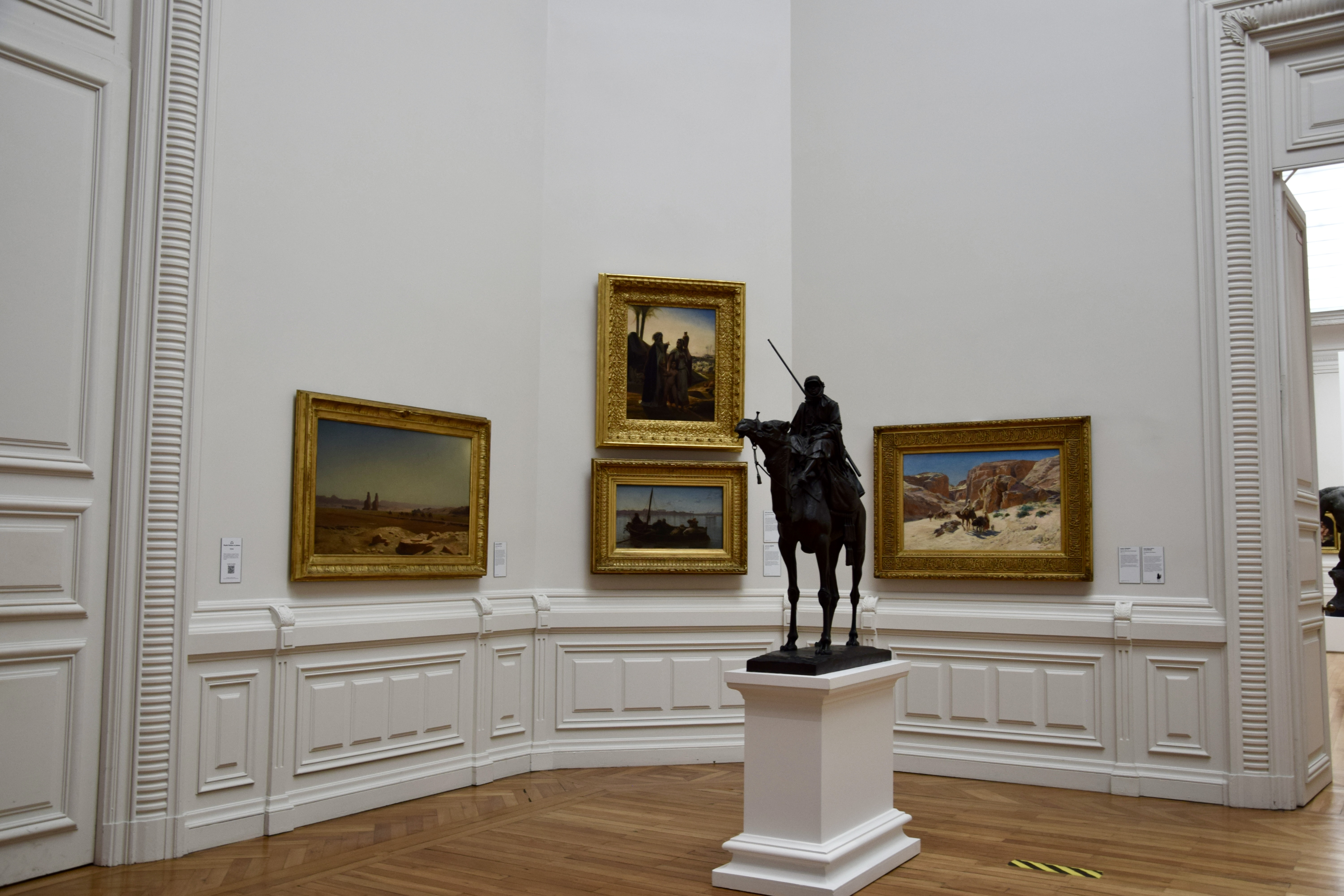
Le prisonnier dans sa salle d'exposition.

Gérôme s'inspire de son voyage en Égypte afin de réaliser cette œuvre. Celle-ci, achetée dès sa réalisation par la ville de Nantes, en 1861, est un énorme succès lors du Salon de 1863, La même année que Louis XIV et Molière. Le peintre fait réaliser une gravure du Prisonnier par Goupil et en peint une nouvelle version, autographe, en 1863. Constatant des dégradations à la suite de l'exposition du Prisonnier au Salon de 1867, il réalise des restaurations sur la toile en 1868.

## Postérité
Le tableau inspire à José-Maria de Heredia un poème, Le Prisonnier, paru dans le recueil Les Trophées.